# احتجاجات غزة الاقتصادية 2023
في يوليو/تموز وأغسطس/آب 2023، خرج آلاف الفلسطينيين في قطاع غزة إلى الشوارع للاحتجاج على انقطاع التيار الكهربائي المزمن، وسوء الظروف الاقتصادية في القطاع، وفرض حماس ضرائب على رواتب الفقراء التي تدفعها قطر. وكانت المسيرات، التي نظمتها حركة شعبية على الإنترنت تسمى "ألفيروس الصخر" (الفيروس الساخر)، بمثابة عرض علني نادر للسخط ضد حكومة حماس الحاكمة. وتمنع حماس معظم المظاهرات والعروض العامة للتعبير عن السخط.

## خلفية
في مارس 2019، تظاهر المتظاهرون في غزة ضد حماس والظروف الاقتصادية السيئة خلال الاحتجاجات الاقتصادية في غزة 2019.
كانت الأسباب المباشرة لاندلاع الاحتجاجات عديدة.خلال موجة الحر التي شهدها شهر تموز/يوليو، شهدت غزة ارتفاعًا كبيرًا في انقطاع التيار الكهربائي، حيث حصل السكان على الكهرباء لمدة 5 ساعات يوميًا.بالإضافة إلى ذلك، كان هناك غضب شعبي بسبب قيام السلطات بهدم مبنى إضافي في جنوب غزة، مما أدى إلى مقتل صاحبه.

## الاحتجاجات
نُظمت المسيرات لأول مرة في مدينة غزة وخان يونس في 30 يوليو/تموز. ودمرت الشرطة الهواتف المحمولة الخاصة بمتظاهرين كانوا يصورون في خان يونس.وتبادل أنصار حماس والمتظاهرون الحجارة على بعضهم البعض، واعتقل عدة أشخاص. وخلال الأسبوع التالي، قام مئات من سكان غزة بمسيرة عبر الأحياء في مسيرات منفصلة في مدينة غزة، والنصيرات، وخان يونس، ومخيم جباليا للاجئين، ورفح، وبني سهيلة، والشجاعية.ومن بين الشعارات التي رفعت كان الشعب يريد اسقط النظام تترجم حرفيا. the people want to bring down the regime. وبحسب المونيتور، ادعى المتظاهرون أن "قادة حماس دمروا غزة إلى ما لا نهاية وحولوها إلى مكان للبؤس، ومع ذلك فإنهم يعيشون أنماط حياة فاخرة".
وحاول المتظاهرون بعد ذلك تنظيم احتجاجات في 4 أغسطس/آب، لكن الشرطة منعتهم. كما هاجمت الشرطة واحتجزت الصحفيين الذين حاولوا تغطية الاحتجاجات، بما في ذلك في مخيم جباليا للاجئين. وأدانت نقابة الصحفيين الفلسطينيين الهجوم. ومنع الأمن الداخلي التابع لحماس تنظيم مزيد من الاحتجاجات في 7 أغسطس/آب، حيث أدى التواجد المكثف للشرطة إلى منع المتظاهرين من التجمع. وقُتل متظاهر واحد على الأقل على يد قوات الأمن وأصيب العشرات.

## رد حماس
وشنت سلطات حماس حملة اعتقالات بعد اندلاع الاحتجاجات، بما في ذلك مداهمة مستشفى محمد يوسف النجار لاعتقال المتظاهرين المصابين. رداً على ذلك، ألقت حماس باللوم على الحصار المفروض على غزة بسبب الظروف الاقتصادية السيئة وادعت أن الاحتجاجات نظمها متعاونون مع إسرائيل.لكن المتظاهرين في غزة ألقوا باللوم على حماس في سوء الإدارة وأعربوا عن غضبهم من أن قادة حماس مثل إسماعيل هنية يعيشون خارج غزة.